# Sarni Dwór-Leśniczówka
Sarni Dwór-Leśniczówka (kaszb. Sarni Dwòr) – część wsi Somonino w Polsce, położona w województwie pomorskim, w powiecie kartuskim, w gminie Somonino. Sarni Dwór Leśniczówka wchodzi w skład sołectwa Somonino.
W latach 1975–1998 Sarni Dwór-Leśniczówka administracyjnie należał do województwa gdańskiego.